# Silvia Barrera Ibáñez
Silvia Barrera Ibáñez (Madrid, 1977) es una experta en ciberseguridad e investigación del cibercrimen española, Jefa de Delitos Tecnológicos de la Brigada Provincial de Policía Judicial de la Jefatura Superior de Policía de La Rioja.

## Biografía
Es máster Universitario en Seguridad informática en la Universidad Internacional de La Rioja (UNIR). Obtuvo la Licenciatura en Ciencias Policiales e ingeniería informática, al finalizar su formación como Inspectora de Policía Nacional en la Escuela Nacional de Formación de Policía. Está certificada en recogida de evidencias digitales por el Centro de Excelencia en Ciberseguridad (CNEC), Instituto de Ciencias Forenses de la Seguridad de la UAM. Inició sus estudios universitarios en la Facultad de Medicina de la UCM de Madrid y obtuvo la Diplomatura Universitaria en Terapia Ocupacional en 1999, especializándose en patologías neurológicas. Especialista en Oratoria, por la Escuela Europea de Oratoria.
Empezó trabajando como terapeuta ocupacional un año hasta que ingresó en el Ejército del Aire en el año 2000 donde permaneció casi cinco años. Realizó oposiciones a Policía y finalmente, ingresó en la Policía Nacional en el año 2004 como Policía de la Escala Básica. Tras un año trabajando en Seguridad Ciudadana y Policía Judicial, inició su carrera en la investigación de Cibercrimen al formar parte de la Brigada de Investigación Tecnológica de la Comisaría General de Policía Jidicial. Tras cuatro años de oposición, aprobó las oposiciones para la Escala Ejecutiva, Cuerpo de Inspectores, donde tras finalizar los tres años de formación policial, volvió a la Brigada de Investigación Tecnológica donde fundó y dirigió, durante varios años, el grupo de investigación en redes sociales. También dirigió tres años el Grupo de forensía digital de Unidad de investigación Tecnológica de la Comisaría General de Policía Judicial con Sede en Madrid. Participó como experta en grupos de trabajo internacional en Europol e Interpol en materia de Cibercrimen. Formó parte  del Grupo Mundial de personas expertas en Cibercrimen de Interpol.  En 2018, y tras una excedencia, creó una consultoría en seguridad informática, ciberinteligencia, investigación en redes y análisis forense, siendo CEO de la misma.
En el 2019 volvió de la excedencia como responsable del Grupo de Investigación Tecnológica de la Jefatura de la Rioja.  Considerada como una experta y referente en el ámbito de la Ciberseguridad en España.  Escritora divulgativa sobre ciberseguridad. Es profesora en distintos másteres y de distintas universidades en materias de ciberseguridad.

## Obras
- Nuestros hijos en la red, 50 cosas que los padres deben saber  (Plataforma Editorial, 2020).[16][17][8][18]
- Instinto y Pólvora (Editorial Planeta, 2018).[16] Novela.
- Claves de la investigación en redes sociales (Editorial Círculo Rojo, 2017).[16] Libro didáctico.
- "Identidad Digital y testamento  digital".  Testamento  ¿Digital? (Artículo recogido en libro). T, pp 87-92 (Colección Desafíos Legales, 2016).[3]
- "Ingeniería social y Cibercrimen". Revista del Ministerio del Interior: Seguridad ciudadana pp.11-28 (2013).[19]

## Premios y reconocimientos
- 2016 Premiado su blog en Atresmedia Digital: "Internet Ciudad con Ley"; reconocido como mejor blog de temas policiales por la Fundación Policía Española.[16][11]
- 2017 Reconocimiento con el Universitas summa cum laude,[20][21]  por la Universidad Bureau Veritas.[11]
- 2017 Premio a su libro: Claves de la investigación en redes sociales. Editorial Círculo Rojo, como mejor libro de aprendizaje en ese año.[16][11]
- 2019 Premio en la categoría de experta en ciberseguridad, por la  revista de Ciberseguridad CSO España ComputerWorld.[16][11][22]